# Ligue ACT 2004
La Ligue San Miguel ou Ligue ACT est la ligue de catégorie maximale d'aviron en Cantabrie. Elle a été créée par l'Association des Clubs de traînières le 2 juillet 2003 après l'accord conclu par les Gouvernements les Communautés Autonomes des Asturies, de Cantabrie, de Galice et du Pays basque.
L'été 2004 s'est déroulée la seconde saison de la ligue avec la victoire d'Urdaibai, la descente de Tirán et la promotion d'Arkote.

## Résultats
| Classement Points (Victoires) | Équipe                    | Nom de la Trainière | Localité (Provincia)                   |
| 1er. 154 (8)                  | Urdaibai Umpro Avia       | Bou Bizkaia         | Bermeo (Biscaye Pays basque)           |
| 2e. 153 (7)                   | Astillero                 | San José XIII       | El Astillero (Cantabrie Cantabrie)     |
| 3e. 124 (2)                   | Hondarribia               | Ama Guadalupekoa    | Fuenterrabia (Guipuscoa Pays basque)   |
| 4e. 109                       | Naturhouse Castro         | La Marinera         | Castro-Urdiales (Cantabrie )           |
| 5e. 107 (1)                   | Groupe Eibar Orio         | Txiki               | Orio (Guipuscoa Pays basque)           |
| 6e. 99 (1)                    | Cabo da Cruz              | Cabo da Cruz        | Boiro (La Corogne Galice)              |
| 7e. 98                        | Mecos Mondariz            | Mequiña             | El Grove (Pontevedra Galice)           |
| 8e. 58                        | Pedreña                   | Marina de Cudeyo    | Pedreña, Marina de Cudeyo (Cantabrie ) |
| 9e. 50                        | Pasaia Donibane Iberdrola | Erreka              | Pasaia (Guipuscoa Pays basque)         |
| 10e. 46                       | Trintxerpe Carglass       | Ilunbe              | Pasaia (Guipuscoa Pays basque)         |
| 11e. 42                       | Grafilur Isuntza SuperBM  | Isuntza             | Lekeitio (Biscaye Pays basque)         |
| 12e. 40                       | Tirán Pereira             | Pereira             | Moaña (Pontevedra Galice)              |